# Naha
Naha (那覇市; Hepburn: Naha-shi; okinavaiul Naafa) a Rjúkjú-szigetek közé tartozó Okinava legnépesebb városa és az Okinava prefektúra politikai, gazdasági és közigazgatási központja. A modern várost hivatalosan 1921. május 20-án alapították, ám a terület ezt megelőzően is évszázadokig a legfontosabb és legnépesebb hely volt az egész szigetcsoporton, és a Rjúkjúi Királyság politikai és gazdasági központjaként szolgált.

## Történet
Naha neve az Iroszecuden alapján a Naba névből származik, ami eredetileg egy gomba alakú kő volt a városban. A követ fokozatosan elhordták és betemetődött és ezzel együtt a település nevének kiejtése és kandzsija is megváltozott. A területen a régészeti leletek alapján már a kőkorszakban éltek emberek és találtak itt a dzsómon-kori Japánból, illetve az ősi Kínából származó tárgyakat is. A 11. századból származó fazekasság nyomai arra engednek következtetni, hogy már ekkor kereskedelem folyt Koreával és Japánnal. Nem tudni mikor alakult ki itt egy szervezett város, annyi bizonyos, hogy a 15. században, a Rjúkjú-szigetek egyesítése idején már településként működött. A mai várossal – amely magába olvasztotta a királyi fővárost, Surit és Kumemurát, a kínai tudományok helyi központját – ellentétben azonban ez nem volt politikai központ, csupán kikötőként volt jelentős gazdasági szerepe.
A középkori Naha egy kis szigeten, Ukisimán volt található és egy keskeny, Csókótei (長虹堤; Hepburn: Chōkōtei) névre keresztelt töltésút kötötte össze Okinava szigetével. A fő kikötői térség a nemzetközi kereskedelem számára volt fenntartva, a várost pedig két kerületre, keletire (東; higasi; Hepburn: higashi) és nyugatira (西; nisi; Hepburn: nishi) bontották. Egy nagy szabadtéri piac működött a ojamisze (親見世; Hepburn: oyamise), a királyi kereskedelem központ előtti területen, ezen kívül a városban található volt még több japán szentély és templom, valamint egy követségi épület a kínai küldöttek számára. A város biztonságát két erődítmény is vigyázta és egy közeli szigeten raktárat alakítottak ki a szállított termékek számára.
A város közelében, Ukusimán volt található Kumemura fallal körbevett községe, amely évszázadokig volt a Rjúkjú-szigeteken a klasszikus kínai tudományok központja. A hagyomány szerint a települést az a 36 min család alapította, akiket a kínai Ming-dinasztia császára küldött Okinavára segíteni a rjúkjúi királyokat, és népessége többségében vagy teljesen az ő leszármazottaikból állt. Uezato Takasi vitatja ezt, rámutatva, hogy abban az időben Naha olyan jelentőségre tett szert a nemzetközi tengeri kereskedelemben, hogy valószínű sok más kínai is letelepedett a szigeten. A városon belüli további jelentős helyek voltak még: a Tenszonbjó taoista templom és két taoista szentély, Tenpi tengeristennek szentelve. Kang-hszi kínai császár ajándéka volt a városban az 1670-es években épített konfuciánus templom. 1718-ban egy konfuciánus iskolát, a Meirindót is létrehoztak Nahában.
1853-ban Matthew C. Perry amerikai tengerésztiszt flottája kikötött itt útban Tokió felé, és az amerikai hajók többször visszatértek. Perry emlékműve és több tengerészének sírja a Tomari-temetőben található.
Amikor Japán 1872-ben szoros ellenőrzés alá vonta Rjúkjúi Királyságot és létrehozta helyén a névlegesen független Rjúkjú hant, Naha lett annak fővárosa. 1879-ben a hant megszüntették és hivatalosan is annektálták, az újonnan létrehozott Okinava prefektúra központja továbbra is a város maradt, amely az elkövetkező évtizedekben lassan magába olvasztotta a királyi fővárost, Surit és a többi környező települést. A második világháború okianvai csatája során a város súlyos károkat szenvedett a harcoktól, többek között a japán főhadiszállásként használt suri várkastélyt is teljesen lerombolták.

## Éghajlat
A város éghajlata szubtrópusi, így forró, nyirkos nyarak és meleg telek jellemzik. A nyár, mint Japán legtöbb más részén forró, a legmelegebb hónap július átlag 31 Celsius-fokos hőmérséklettel. Azonban az ország többi részétől eltérően a tél szintén meleg, a leghidegebb hónapokban a hőmérséklet átlag 19 Celsius-fokos. A hóesés ezért rendkívül ritka jelenség a településen, azonban kiadós mennyiségű, évente 2000 milliméter eső esik.
| Hónap                         | Jan. | Feb. | Már. | Ápr. | Máj. | Jún. | Júl. | Aug. | Szep. | Okt. | Nov. | Dec. | Év   |
| ----------------------------- | ---- | ---- | ---- | ---- | ---- | ---- | ---- | ---- | ----- | ---- | ---- | ---- | ---- |
| Rekord max. hőmérséklet (°C)  | 26,8 | 26,6 | 28,2 | 29,7 | 31,6 | 34,1 | 35,0 | 35,6 | 34,6  | 32,8 | 30,8 | 27,8 | 35,6 |
| Átlagos max. hőmérséklet (°C) | 19,5 | 19,8 | 21,7 | 24,1 | 26,7 | 29,4 | 31,8 | 31,5 | 30,4  | 27,9 | 24,6 | 21,2 | 25,7 |
| Átlaghőmérséklet (°C)         | 16,6 | 16,6 | 18,6 | 21,3 | 23,8 | 26,6 | 28,5 | 28,2 | 27,2  | 24,9 | 21,7 | 18,4 | 22,7 |
| Átlagos min. hőmérséklet (°C) | 14,6 | 14,8 | 16,5 | 19,0 | 21,8 | 24,8 | 26,8 | 26,6 | 25,5  | 23,1 | 19,9 | 16,3 | 20,8 |
| Rekord min. hőmérséklet (°C)  | 6,6  | 6,6  | 7,2  | 9,8  | 13,6 | 15,4 | 21,0 | 20,7 | 18,5  | 14,8 | 12,2 | 7,2  | 6,6  |
| Átl. csapadékmennyiség (mm)   | 107  | 120  | 161  | 166  | 232  | 247  | 141  | 241  | 261   | 153  | 110  | 103  | 2041 |
| Havi napsütéses órák száma    | 95   | 85   | 109  | 134  | 150  | 182  | 244  | 224  | 197   | 168  | 121  | 114  | 1821 |
| Forrás:                       |      |      |      |      |      |      |      |      |       |      |      |      |      |

## Népesség
A település népességének változása:
| Lakosok száma | 315 954 | 321 467 | 319 435 | 316 048 |
|               | 2010    | 2012    | 2015    | 2021    |

## Gazdaság

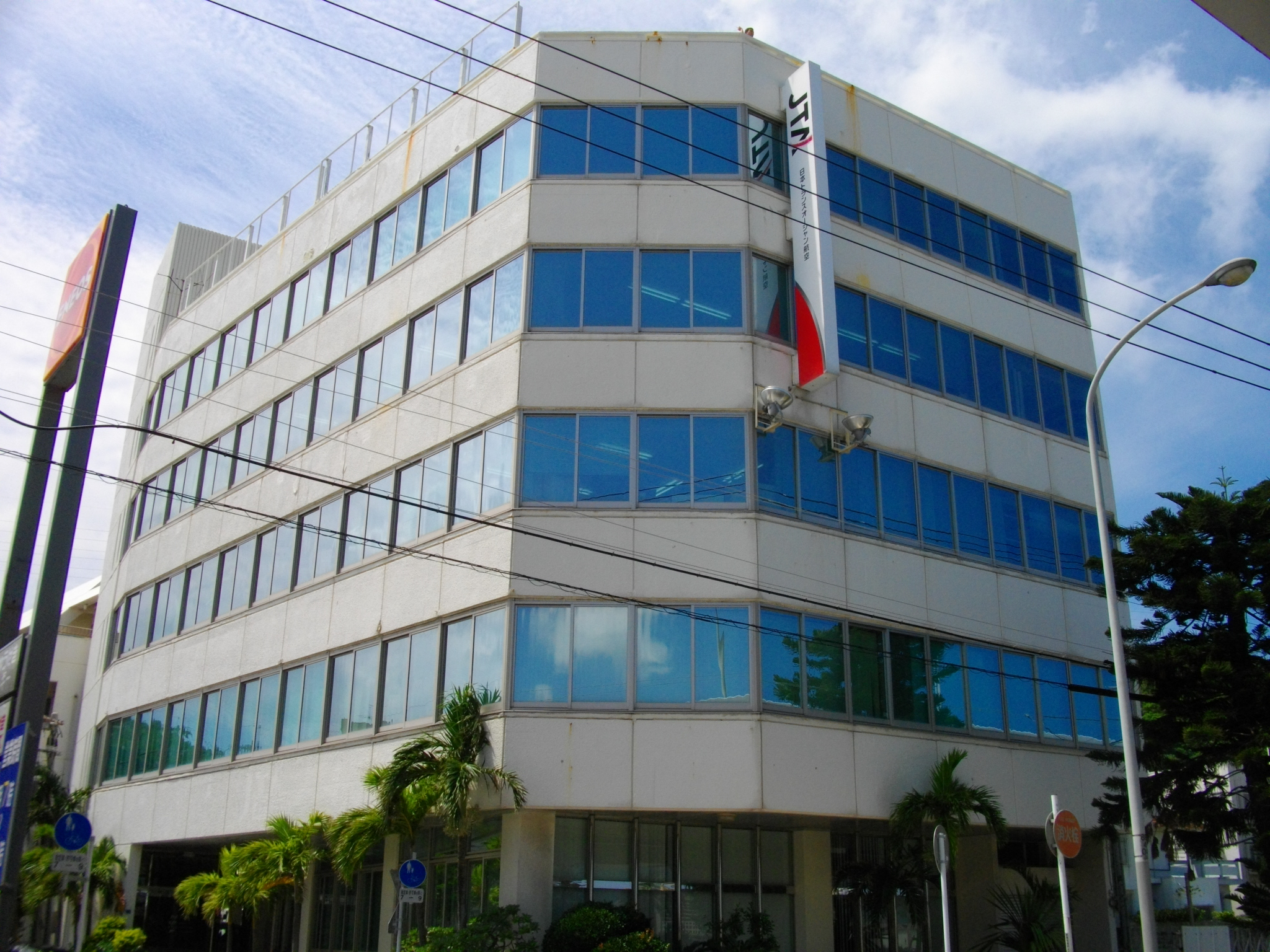
A Japan Transocean Air központja

A Naha Repülőtér Japán ötödik legnagyobb ilyen létesítménye, amelyből 2005 napi 150 járat indult 30 különböző úti cél felé. A nahai kikötővel egy vízalatti alagút köti össze, a közlekedést könnyítendő. A Japan Airlines két leányvállalatának, a Japan Transocean Airnek és a Ryukyu Air Commuternek a városban található a központja.
A nahai kikötő a várost a Rjúkjú-szigetek gazdasági központjává teszi. A kikötő jelentős szerepet tölt be a konténerszállításban, mivel az erre specializálódott Sanghaj, Puszan és Kaohsziung kikötővárosok közelében található. Legalább 50 konténerszállító tengeri útvonal érinti a kikötőt, amelybe 2001-ben 9,7 millió tonna rakomány érkezett, melyből 1,2 millió tonna volt nemzetközi. Ebből 7,1 millió import, 2,6 millió pedig export. A kikötő remek helyzetéből adódóan lassacskán a kelet-ázsiai tengeri kereskedelem központjává válik. Mind a kikötő, mind a repülőtér jelentős löketet ad a helyi gazdaság fejlődésének.
Számos tradicionális terméket, mint például lakkozott tárgyakat, porcelánt, avamorit és festett ruhákat készítenek itt.

## Látnivalók

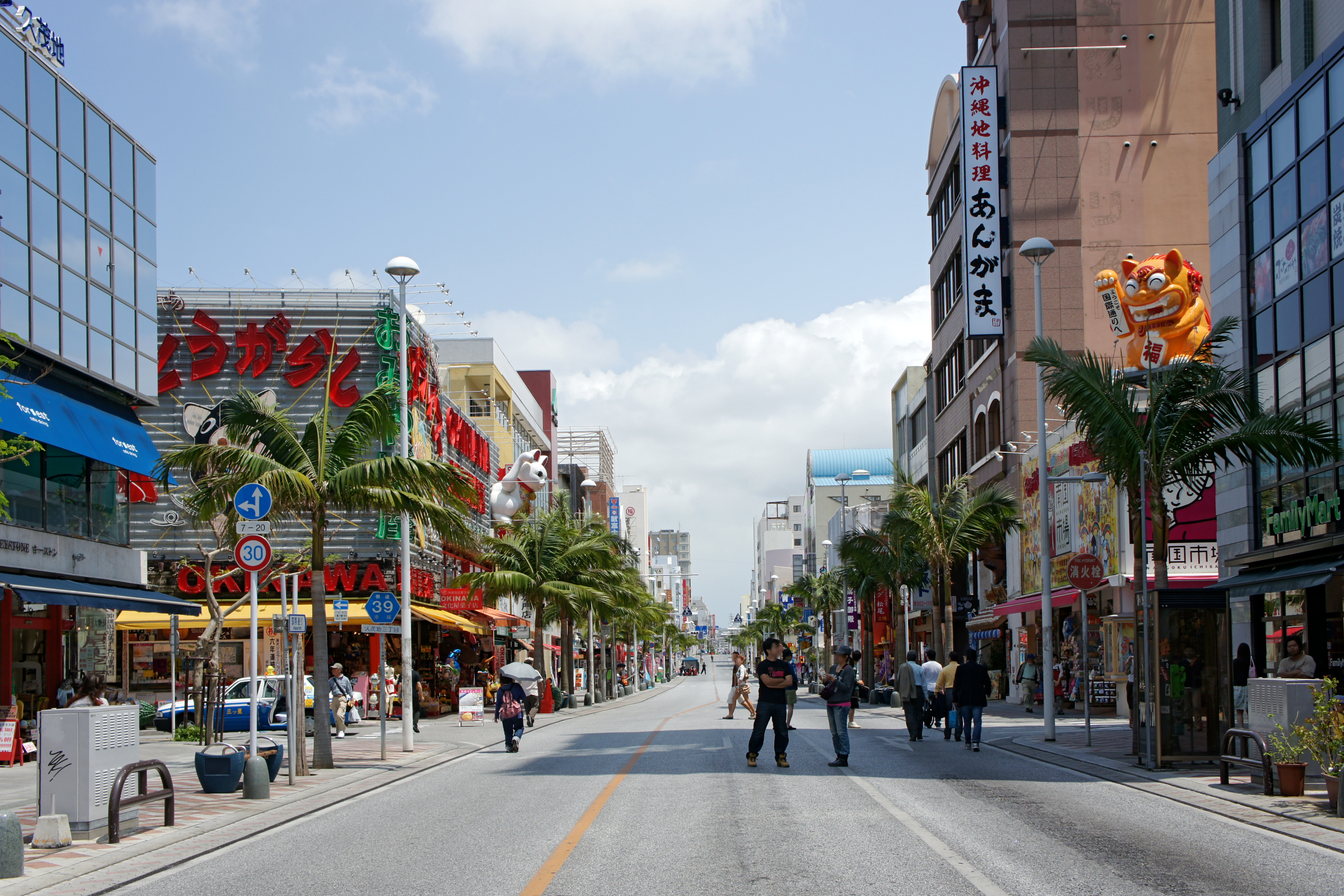
A Kokuszai-dóri utcarészlete

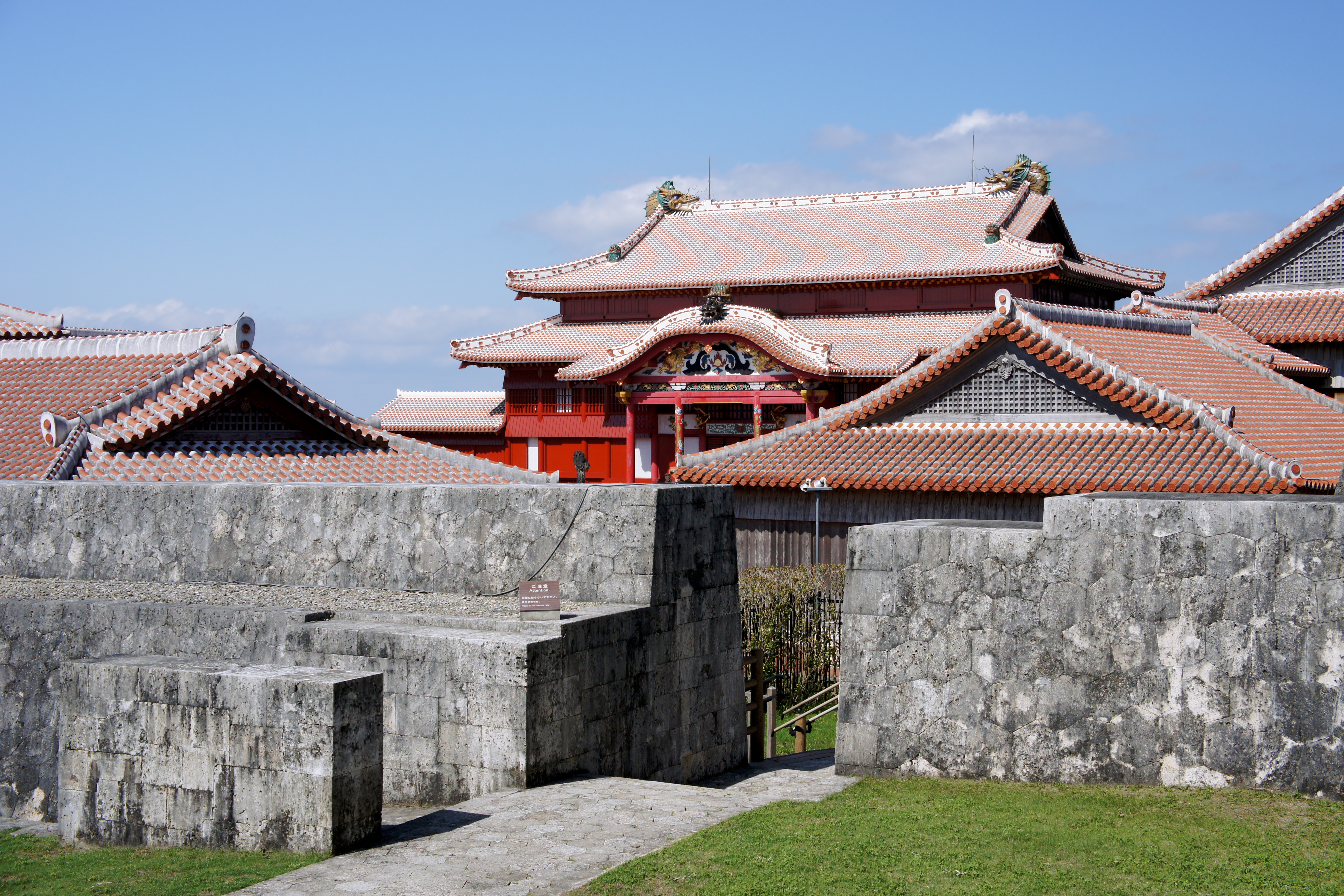
A suri várkastély főépülete

A Kokuszai-dóri a város főutcája, mely a második világháborút követően alakult ki. Kezdetben csupán egy lápos területen végigfutó út volt, amely mellett egyre több ember vert sátrat. Az utca fejlődése a sziget háború utáni újjászületésének jelképe lett. Mára a város üzleti negyedévé és kedvelt turistalátványossággá vált, számos étteremmel, bolttal és butikkal. Az okinavai prefektúrai hivatal, a város egyik legnagyobb épülete is itt található.
A város egykor önálló települést képező Suri negyedében található a suri várkastély, egy 14. században épített guszuku, aminek a kezdetben a sziget egyesítésében volt szerepe, majd évszázadokon keresztül volt a Rjúkjúi Királyság uralkodóinak lakóhelye és a közigazgatás központja. A királyság japán 1879-es annektálása után elvesztette politikai jelentőségét, műemlékként kezelték és 1928-ban japán nemzeti kincsének részévé nyilvánították. A vár több esetben égett le vagy semmisült meg, utoljára 1945-ben az okinavai csata során és csak 1992-ben építették teljesen újjá. Az UNESCO több más guszukuval együtt a világörökség részévé nyilvánította.
A szigeten történt második világháborús összecsapásnak, ami 200 000 ember életét követelte az Okinava Prefektúrai Béke-emlékmű Múzeum állít emléket. Látogatható a birodalmi haditengerészet föld alatti föld alatti bázisa is.

## Híres nahaiak
- Amuro Namie, énekes
- Cocco, énekes
- Ganaha Kazuki, focista
- Itoszu Ankó, karatéka
- Higaonna Kanrjó, karatéka
- Macumura Szókon, karatéka

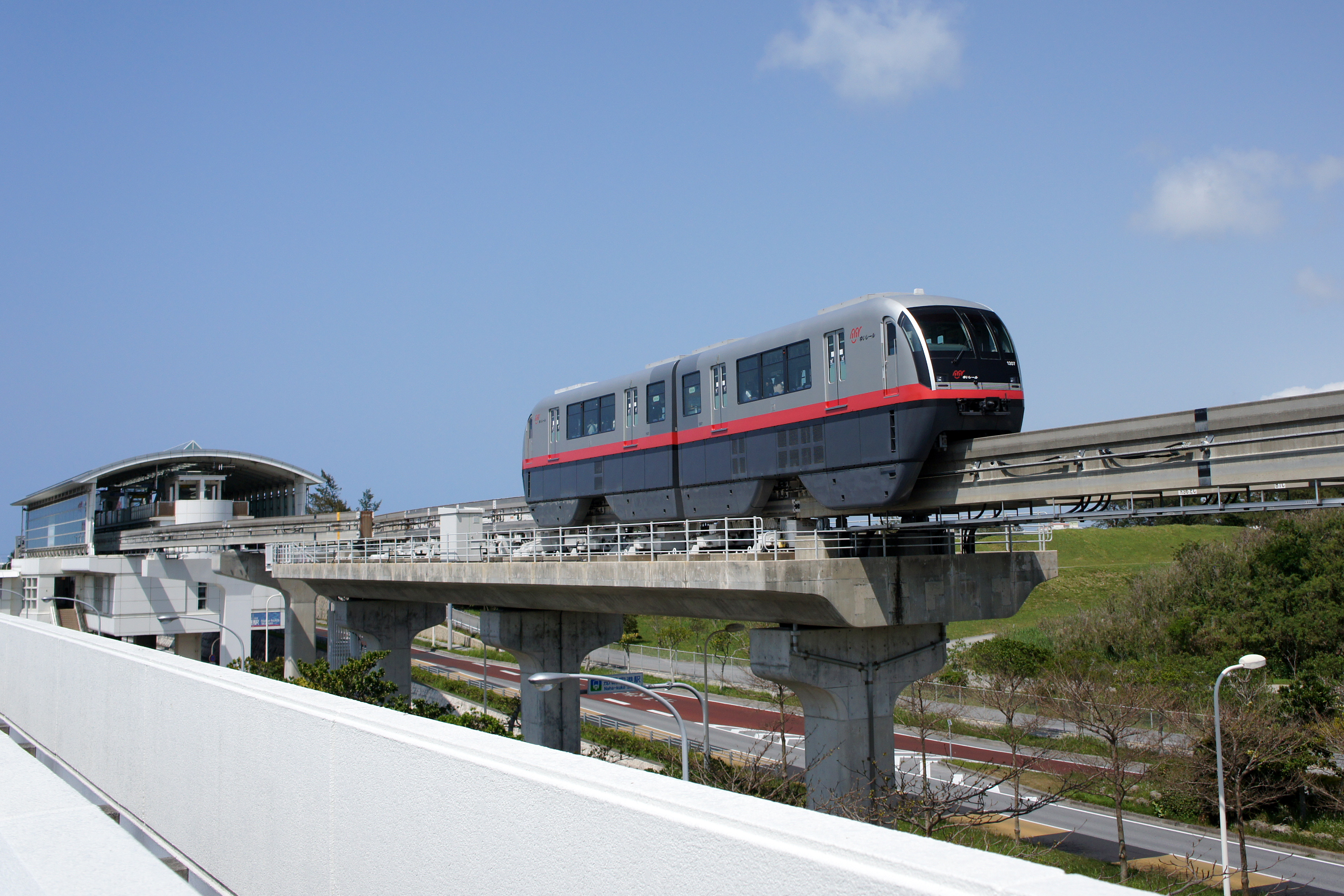
Egysínű vasút

- Aragaki Jui, énekes, színésznő, modell

## Testvérvárosok
Naha testvérvárosai:
- Honolulu, Amerikai Egyesült Államok (1961)
- Nicsinan, Japán (1969)
- São Vicente, Brazília (1978)
- Fucsou, Kína (1981)
- Kavaszaki, Japán (1996)
- São Paulo, Brazília (1998)[17][18]

## A populáris kultúrában
A Call of Duty: World at War című videójátékban a hadjárat vége felé, az utolsó amerikai küldetésben jelenik meg a suri várkastély, amelyet a játékosnak kell segítenie elfoglalni a védekező japánoktól.
A város bizonyos részei, így például a Kokuszai-dóri a Yakuza 3 című PlayStation 3 játékban is valósághűen megjelennek.
A Microsoft 2003-as Freelancer videójátékban az egyik fiktív helyszín viseli a város nevét.